# Ettore Milano
Pour les articles homonymes, voir Milano.
Ettore Milano, né le 26 juillet 1925 à San Giuliano Nuovo (it) (Alexandrie) et mort le 21 octobre 2011 à Novi Ligure, est un coureur cycliste italien. Professionnel entre 1949 et 1958, il remporte une étape du Tour d'Italie 1953. Il devient par la suite directeur sportif des équipes Carpano et Zonca,.

## Palmarès

### Palmarès amateur
- 1945
  - Circuito Guazzorese
- 1947
  - 3e de Milan-Rapallo
  - 3e du Trofeo Banfo
- 1948
  - Coppa Andrea Boero
  - 2e de la Gran Coppa Vallestrona

### Palmarès professionnel
- 1951
  - 2e du Tour du Tessin
  - 9e du Tour de Romandie
- 1952
  - 3e du Tour du Piémont
- 1953
  - 5e étape du Tour d'Italie
- 1954
  - 9e de Milan-San Remo

## Résultats sur les grands tours

### Tour d'Italie
8 participations
- 1949 : 27e
- 1950 : 51e
- 1951 : 29e
- 1952 : 44e
- 1953 : 27e, vainqueur de la 5e étape
- 1954 : 41e
- 1955 : 58e
- 1956 : abandon

### Tour de France
3 participations
- 1949 : 51e
- 1951 : 52e
- 1952 : 51e